# Thomas Kearns
Thomas Kearns (* 11. April 1862 bei Woodstock, Ontario; † 18. Oktober 1918 in Salt Lake City) war ein US-amerikanischer Politiker kanadischer Herkunft, der als Republikaner den Bundesstaat Utah im US-Senat vertrat.
Der in Kanada geborene Kearns war noch ein Kind, als seine Eltern mit ihm ins Holt County im Bundesstaat Nebraska zogen. Dort besuchte er die öffentlichen Schulen, arbeitete auf einer Farm und war im Frachtgewerbe beschäftigt. Später ließ er sich in Utah nieder, wo er zunächst in Salt Lake City und später in Park City lebte. Er engagierte sich dort im Bergbau und war Leiter mehrerer Minen.
In Park City betätigte er sich ab 1895 als Mitglied des Stadtrates auch erstmals politisch. Im selben Jahr war er Delegierter beim Verfassungskonvent von Utah. Am 23. Januar 1901 zog er dann als Vertreter seines Staates in den US-Senat ein. Der Sitz, den zuvor Frank J. Cannon innehatte, war seit dem Jahr 1899 vakant gewesen, nachdem die Staatslegislative von Utah weder Cannon im Amt bestätigt noch einen Nachfolger gewählt hatte. Bei der Nachwahl setzte sich dann Kearns durch. Er verblieb bis zum 3. März 1905 im Kongress und trat nicht zur Wiederwahl an.
In der Folge legte Kearns sein Augenmerk wieder auf den Bergbau. Gemeinsam mit einem Partner war er Besitzer der Silver King Coalition Mine in Park City sowie von mehreren Bergwerken in Utah, Nevada, Colorado und Kalifornien. Zudem gehörte ihm die Zeitung The Salt Lake Tribune. Er war ferner Gesellschafter der San Pedro, Los Angeles & Salt Lake Railroad und wirkte unterstützend mit, deren Erfolg zu sichern, indem die Bahnstrecke zwischen Salt Lake City und Südkalifornien vollendet wurde.